# 不亦善哉 (日本事件)

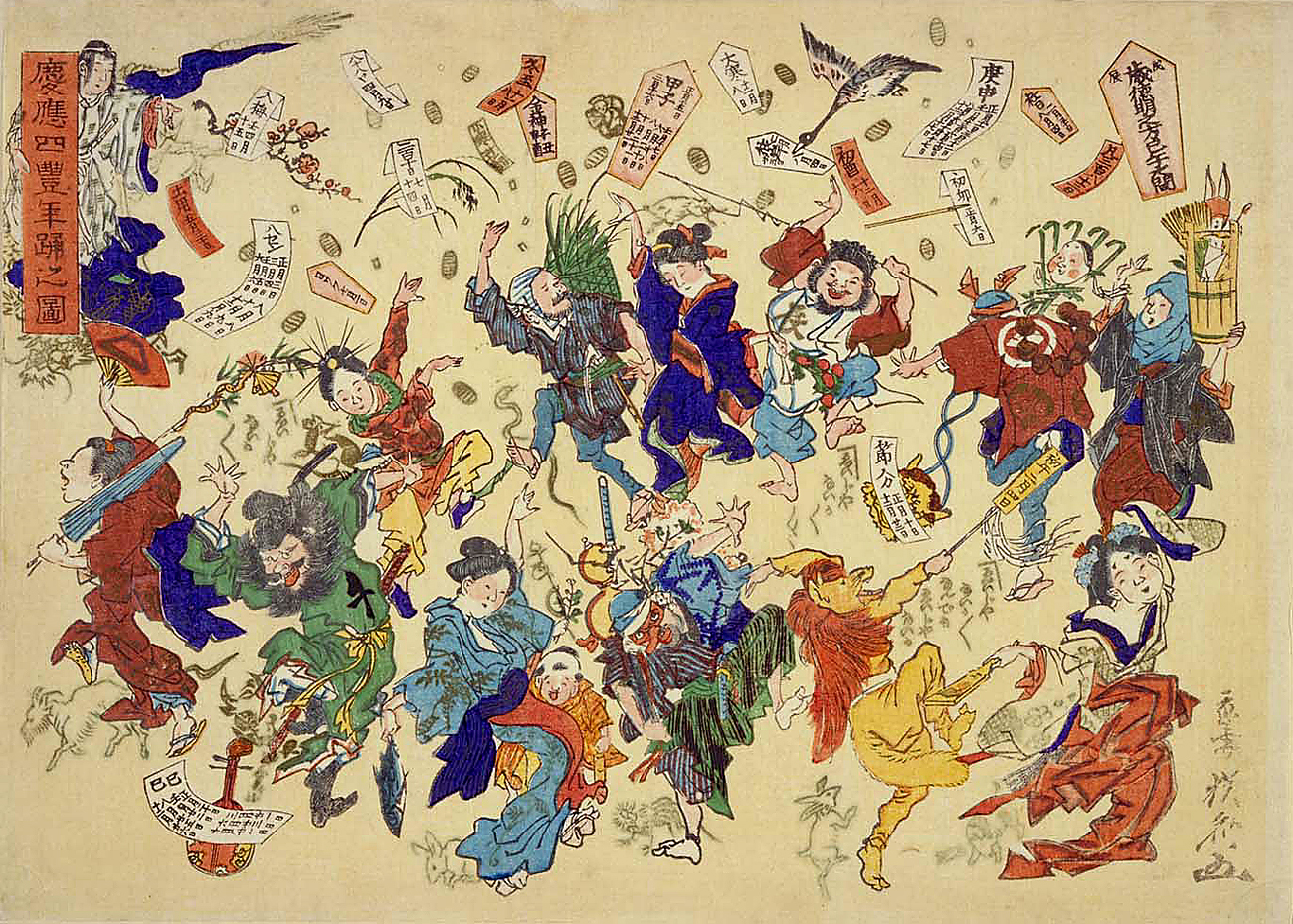
參與「不亦善哉」運動載歌載舞的人們

不亦善哉 （日语： Ee ja nai ka），又譯為「這樣不是很好嗎？」 ，是一場發生在日本江户时代末期的慶應三年（1867年）8月底至12月在近畿、四國和東海地方发生的一场社會運動。人们盛装打扮，成群结队地在城镇中走来走去，忘情地唱着“不亦善哉”並热情地跳舞。

## 目的
目前史學上還未明白發起這件運動的目的性，但由於歌詞中伴隨著對改革時政的呼籲，因此一般常被解读为呼吁社会改革的社會運動。另一方面，有传言称这是反幕府势力为了迷惑国家而进行的牵制行动 。

## 相關研究時間表
關於此事件最古老的研究文献是山口吉一的《阿波えゝぢやないか》（1931年），其中提及到市民想改造政治的愿望。
接下来是藤谷俊雄 的《「おかげまいり」と「ええじゃないか」》（1968 年）。同书指出，慶應3年8月尾张首创。指出此活動與伊登神社所發生的伊勢朝聖(御蔭参り) 的联系。
以下是一些相關書籍及其描述的地点和日期。
| 作者及書名                                                   | 出版年份           | 研究的日期時間點   | 發生地                                     |
| ------------------------------------------------------------ | ------------------ | ------------------ | ------------------------------------------ |
| 藤谷俊雄『「おかげまいり」と「ええじゃないか」（岩波書店）』 | 1968年（昭和43年） | 慶應3年8月         | 尾张国                                     |
| 西垣晴次『ええじゃないか』（新人物往来社）                   | 1973年（昭和48年） | 慶應3年8月15日     | 遠江国见附宿（静冈县磐田市）               |
| 『豊川市史』                                                 | 1973年（昭和48年） | 慶應3年8月4日      | 三河国御油宿（爱知县丰川市）               |
| 高木俊輔『ええじゃないか』（教育社）                         | 1979年（昭和54年） | 慶應3年7月22日以前 | 三河国吉田宿羽田八幡宫附近（爱知县丰桥市） |
| 田村貞雄『ええじゃないか始まる』（青木書店）                 | 1987年（昭和62年） | 慶應3年7月14日     | 三河国吉田宿牟呂八幡宮附近（愛知縣豐橋市） |

而根據最新的研究表示發生的日期和时间應該比這些研究的時間更早。这些日期比《岩仓古事记》中看到的京都八月底早了一个多月。
另外，在尾张名古屋起源論發表以後，周边的地区如静冈县岩田市、爱知县丰川市、爱知县丰桥市等，都开始發表了起源地的争论。